# Palača kraljevega sodišča, Santiago
Palača kraljevega sodišča in kraljeva blagajna (špansko Palacio de la Real Audiencia o Palacio de las Cajas) tudi Palača neodvisnosti, je stavba, ki stoji v središču Santiaga na severu Plaza de Armas od leta 1808 in je od leta 1982 sedež Narodnega zgodovinskega muzeja Čila (Museo Histórico Nacional de Chile)

## Zgodovina
Palača stoji v delu mesta, ki ga je zasnoval Pedro de Valdivia, to je Plaza de Armas v Santiagu. Po njegovi smrti je bila parcela razdeljena: del je bil uporabljen za gradnjo guvernerjevega prebivališča - kjer je trenutno Glavna pošta Čila - drugi del pa se je kasneje uporabil za gradnjo kraljevega sodišča in kolonialnega sveta - kjer trenutno deluje občina Santiago.
Ko je bilo kraljevo sodišče nameščeno v Santiagu leta 1609, je delovalo v stavbi na sedanji lokaciji palače. Vendar sta potresa leta 1647 in 1730, ter poplave reke Mapocho, postopoma poslabšali  stavbo. Leta 1808 je bila palača odprta v neoklasicističnem slogu, ki sta jo med letoma 1804 in 1808 zgradila Juan José de Goycolea in Teresa Zañartu Barrenechea.
Ob začetku neodvisnosti je stavba postala središče takratnih političnih dogodkov: bila je sedež prvega nacionalnega kongresa leta 1811 in vladna hiša v času Patria Vieja (stara očetnjava - časovno obdobje v zgodovini Čila med prvo vlado hunte 18. septembra 1810 in katastrofo Rancagua 1. oktober 1814)  med leti 1812 in 1814. V obdobju španske rekonkviste je bila ponovno sedež kraljevega sodišča. 
Leta 1818 je bila palača uradno določena kot vladna hiša Bernarda O'Higginsa, ki jo je imenoval »Palača neodvisnosti«. Ta stavba je bila uporabljena kot dom predsednika in sedeža državnih ministrstev in drugih javnih uradov do konca prve vlade Manuela Bulnesa.
17. aprila 1845 je predsednik Bulnes izdal odlok, ki odreja gradnjo palače de La Modene v Santiagu, ki jo je zasnoval Joaquín Toesco v pozne 18. stoletju in je služila vladi, kot so ministrstva in pisarne, ki so obstajale v nekdanji predsedniški palači, ko do opravljali popravila in prilagoditve, potrebne zaradi slabega stanja in neudobja. Selitev po delih se je končala leta 1846. 
Med letoma 1847 in 1929  je bila v palači občina Santiago, kasneje pa je bila uporabljena kot servis pošte (Servicio de Correos y Telégrafos) do leta 1978.
1. decembra 1969 je zaradi svojih zgodovinskih in arhitekturnih zaslug proglašena za narodni spomenik. Leta kasneje je bil vanjo premeščen Narodni zgodovinski muzej. Palačo so obnovili med letoma 1978 in 1982 v prvotnih značilnostih.

## V filmu
Bila je del scenarija čilske miniserije Heroes: Slava ima svojo ceno (Héroes: La gloria tiene su precio). Tu je bil posnet spor med Manuelom Rodríguezom Erdoízom in Bernardom O'Higginsom. Rodriguez je trdil, da je bila smrt Juana Joséja Carrere in Luisa Carrere po ukazu lože Lautaro, katere član je bil O'higgins.

## Čilski narodni zgodovinski muzej
Čilski narodni zgodovinski muzej (špansko Museo Histórico Nacional) je v palači Kraljevega sodišča v Santiagu na Plaza de Armas. Institucija je bila ustanovljena 2. maja 1911, in je sestavljena iz starih prostorov nekdanje palače, ki se uporabljajo kot razstavni prostori. Zbirko sestavljajo predmeti vsakdanjega življenja iz Čila, kot so oblačila, šivalni stroji, pohištvo in drugi okrasni in funkcionalni predmeti. 